# Венжувко
Венжувко (пол. Wężówko, нім. Wensowken, 1938-1945 Wensen) — село в Польщі, у гміні Будри Венґожевського повіту Вармінсько-Мазурського воєводства.
Населення — 82 особи (2011).
У 1975-1998 роках село належало до Сувальського воєводства.

## Демографія
Демографічна структура станом на 31 березня 2011 року:
|          | Загалом | Допрацездатний вік | Працездатний вік | Постпрацездатний вік |
| -------- | ------- | ------------------ | ---------------- | -------------------- |
| Чоловіки | 42      | 10                 | 28               | 4                    |
| Жінки    | 40      | 8                  | 25               | 7                    |
| Разом    | 82      | 18                 | 53               | 11                   |